# جان گاتینز
جان گاتینز (انگلیسی: John Gatins؛ زادهٔ ۱۶ آوریل ۱۹۶۸) فیلم‌نامه‌نویس و هنرپیشه اهل ایالات متحده آمریکا است.
از فیلم‌ها یا برنامه‌های تلویزیونی که وی در آن نقش داشته‌است می‌توان به سگ پشمالو، دروغگوی چاق گنده، تیم اول دانشکده بلوز، خدایان و هیولاها، ملاقات دیو، هزار کلمه، نوربیت، روزی دیگر در بهشت، و لپرکان ۳ اشاره کرد.